# Município de Perry (condado de Lawrence, Ohio)
O município de Perry (em inglês: Perry Township) é um município localizado no condado de Lawrence no estado estadounidense de Ohio. No ano de 2010 tinha uma população de 6.973 habitantes e uma densidade populacional de 104,92 pessoas por km².

## Geografia
O município de Perry encontra-se localizado nas coordenadas 38° 29′ 34″ N, 82° 35′ 18″ O. Segundo o Departamento do Censo dos Estados Unidos, o município tem uma superfície total de 66.46 km², da qual 65.97 km² correspondem a terra firme e (0.73%) 0.48 km² é água.

## Demografia
Segundo o censo de 2010, tinha 6.973 habitantes residindo no município de Perry. A densidade populacional era de 104,92 hab./km². Dos 6.973 habitantes, o município de Perry estava composto pelo 95.88% brancos, o 2.17% eram afroamericanos, o 0.09% eram amerindios, o 0.13% eram asiáticos, o 0.03% eram insulares do Pacífico, o 0.11% eram de outras raças e o 1.59% pertenciam a duas ou mais raças. Do total da população o 0.44% eram hispanos ou latinos de qualquer raça.